# Municipio de Warren (condado de Trumbull)
El municipio de Warren (en inglés: Warren Township) es un municipio ubicado en el condado de Trumbull en el estado estadounidense de Ohio. En el año 2010 tenía una población de 5551 habitantes y una densidad poblacional de 146,59 personas por km².

## Geografía
El municipio de Warren se encuentra ubicado en las coordenadas 41°15′16″N 80°52′37″O / 41.25444, -80.87694. Según la Oficina del Censo de los Estados Unidos, el municipio tiene una superficie total de 37.87 km², de la cual 37.55 km² corresponden a tierra firme y (0.83%) 0.32 km² es agua.

## Demografía
Según el censo de 2010, había 5551 personas residiendo en el municipio de Warren. La densidad de población era de 146,59 hab./km². De los 5551 habitantes, el municipio de Warren estaba compuesto por el 85.3% blancos, el 11.4% eran afroamericanos, el 0.29% eran amerindios, el 0.2% eran asiáticos, el 0.05% eran isleños del Pacífico, el 0.31% eran de otras razas y el 2.45% pertenecían a dos o más razas. Del total de la población el 1.33% eran hispanos o latinos de cualquier raza.